# Mancozèbe
 Le mancozèbe est un fongicide de contact appartenant à la famille des carbamates et, plus précisément, un dithiocarbamate, non inhibiteur des cholinestérases.
Il s'agit de la combinaison de 2 autres dithiocarbamates : l'éthylène-bis-dithiocarbamate de manganèse ou manèbe et l'éthylène-bis-dithiocarbamate de zinc ou zinèbe.
L'Autorité européenne de sécurité des aliments (EFSA) a classé le mancozèbe comme toxique pour la reproduction de catégorie 1B et comme perturbateur endocrinien. Les AMM contenant du mancozèbe devront être retirées au plus tard le 4 juillet 2021. Des délais de grâce sont accordés jusqu'au 4 janvier 2022 , .

## Effet toxique
Les effets toxiques du mancozèbe à court et à long terme chez l’animal, après administration répétée dans l’alimentation, sont dus à son métabolite principal, l’éthylènethiourée (ETU) classé dans la liste des cancérogènes du groupe 3 du Centre international de recherche sur le cancer (CIRC)  c'est-à-dire non classable.